# Pringlebaai
Pringlebaai (Engels: Pringle Bay) is een dorp met 800 inwoners, in de Zuid-Afrikaanse provincie West-Kaap. Pringlebaai behoort tot de gemeente Overstrand dat onderdeel van het district Overberg is.

## Subplaatsen
Het nationaal instituut voor de statistiek, Stats SA, deelt sinds de census 2011 deze hoofdplaats in in zogenaamde subplaatsen (sub place), c.q. slechts één subplaats:
Pringle Bay SP.